# Jimmy Carter National Historic Site
Le Jimmy Carter National Historic Site est une aire protégée américaine située à Plains, dans le comté de Sumter, en Géorgie. Établi le 23 décembre 1987, ce site historique national protège des bâtiments liés à Jimmy Carter, qui a été le 39e président des États-Unis. Inscrit au Registre national des lieux historiques depuis le 23 décembre 1987, il est géré par le National Park Service.